# マリー・ワーグナー
マリー・ワーグナー（Marie Wagner, 1883年2月2日 - 1975年4月1日）は、アメリカ・ニューヨーク州フリーポート出身の女子テニス選手。1914年の全米選手権女子シングルス準優勝者。彼女は主に「全米室内テニス選手権」（U.S. Indoor）で活躍し、この大会で女子シングルス6勝・女子ダブルス4勝の記録を残した。右利きの選手。（注：彼女の没年月日については、国際テニス殿堂サイト内にある評伝の出だしでは「3月30日」となっているが、最後の文では「4月1日」となっており、どちらが正確かはよく分からない。）

## 来歴
現在は「全米オープン」として知られるテニス競技大会は、最初期は各部門が個別の名称を持ち、大会会場も別々のテニスクラブで開かれていた。女子シングルスは「全米女子シングルス選手権」（U.S. Women's National Singles Championship）という名前を持ち、現在と同じような屋外競技大会であった。初期の全米選手権は、「チャレンジ・ラウンド」（挑戦者決定戦）から「オールカマーズ・ファイナル」（大会前年優勝者とチャレンジ・ラウンド勝者で優勝を争う）への流れで優勝者を決定した。ワーグナーは1907年からこの大会に出場を始め、翌1908年に初めて「チャレンジ・ラウンド」決勝に進んだが、ここで当時38歳のモード・バーガー＝ウォラックに 6-4, 1-6, 3-6 で敗れたため、大会前年優勝者イブリン・シアーズとの「オールカマーズ・ファイナル」出場権を逃した。この年、ワーグナーは「全米室内テニス選手権」で女子シングルス初優勝を果たし、それ以後室内選手権で着々とタイトルを積み重ねていった。
6年後の1914年、ワーグナーは「全米女子シングルス選手権」で6年ぶり2度目の「チャレンジ・ラウンド」決勝に勝ち上がった。チャレンジ・ラウンド決勝で、ワーグナーはクレア・カッセル（Clare Cassel）に 6-1, 7-5 で勝ち、大会前年優勝者メアリー・ブラウンへの挑戦権を獲得した。しかし、初めてのオールカマーズ決勝ではブラウンに 2-6, 6-1, 1-6 のフルセットで敗れ、屋外競技大会での初優勝はならなかった。1917年、ワーグナーは「全米室内テニス選手権」で女子シングルス6勝・女子ダブルス4勝を成し遂げ、室内競技大会の両部門で最後の優勝を飾った。
全米女子シングルス選手権では、1918年を最後にチャレンジ・ラウンドとオールカマーズ・ファイナルが廃止され、1919年から現在のような、大会前年優勝者を含めた全選手が1回戦から出場する勝ち抜き戦に変更された。ワーグナーは1919年、この大会に5年ぶりの出場を果たし、モーラ・ビュルステットとの準々決勝まで進出した。最後の全米女子シングルス選手権出場は1921年であり、1922年にも39歳で「全米女子テニスランキング」の9位に入っていた。1910年代のアメリカ女子テニス界における、息の長い地道な貢献を認められて、彼女は1969年に国際テニス殿堂入りを果たした。

## 主な成績
- 全米室内選手権　女子シングルス：6勝（1908年・1909年・1911年・1913年・1914年・1917年）／女子ダブルス：4勝（1910年・1913年・1916年・1917年）
- 全米選手権　女子シングルス準優勝：1914年　［チャレンジ・ラウンド準優勝：1908年］